# Stepień
Stepień – osada w Polsce położona w województwie zachodniopomorskim, w powiecie szczecineckim, w gminie Biały Bór.
We wsi znajduje się kościół poewangelicki pw. Chrystusa Króla z poł. XVII w. Ołtarz główny renesansowy z poł. XVII w. Jest to kościół jednonawowy, bez wyodrębnionego prezbiterium. Fasada wykonana jest z desek. Na środku ściany frontowej umieszczono wieżę. Kościół jest orientowany. 
W latach 1975–1998 wieś należała do woj. koszalińskiego.